# Топлица Мурешулуј (Хунедоара)
Топлица Мурешулуј (рум. Toplița Mureșului) насеље је у Румунији у округу Хунедоара у општини Чертежу де Сус. Oпштина се налази на надморској висини од 341 m.

## Становништво
Према подацима из 2002. године у насељу је живело 106 становника, од којих су сви румунске националности.